# NGC 7421
NGC 7421 is een balkspiraalstelsel in het sterrenbeeld Kraanvogel. Het hemelobject werd op 30 augustus 1834 ontdekt door de Britse astronoom John Herschel.

## Synoniemen
- ESO 346-17
- MCG -6-50-15
- AM 2254-373
- IRAS 22541-3736
- PGC 70083